# ألبرت ك. دوسن
ألبرت ك. دوسن (بالإنجليزية: Albert K. Dawson)‏ هو صحفي ومصور أمريكي، ولد في 20 سبتمبر 1885، وتوفي في 1967.